# Jean-Pascal Imsand
Jean-Pascal Imsand est un photographe suisse, né le 26 juin 1960 à Lausanne et mort le 29 mars 1994 dans la même ville.

## Biographie

### Origines et famille
Jean-Pascal Imsand naît le 26 juin 1960 à Lausanne, dans le canton de Vaud. Il est originaire de Münster, dans le canton du Valais. Son père est le photographe et reporter Marcel Imsand ; sa mère est née Mylène Dirac.
Il épouse la comédienne Sabina Scullari en 1987.

### Formation
Il étudie le graphisme à l'école des arts appliqués de Bâle (de) de 1977 à 1979, formation qu'il interrompt pour faire un stage de lithographe dans l'atelier de Pietro Sarto à Saint-Prex, dans le canton de Vaud, jusqu'en 1984.

### Parcours professionnel
Il apprend la photographie en autodidacte et exerce en tant qu'indépendant à partir de 1985. Il se distingue par sa maîtrise du photomontage, au moyen duquel il réalise des images d'un puissant onirisme.
De 1987 à 1994, il est responsable de la photographie au Forum économique mondial de Davos. Il y dirige notamment Yves Leresche.
Établi à Zurich en 1989, il documente la vie urbaine jusque dans ses aspects les plus insoutenables, notamment les toxicomanes dans son dernier projet, intitulé Im Kreis 5. En 1989 et 1990, il réalise le livre Lausanne une Jeunesse avec Frédéric Pajak. L'année suivante, il réalise un travail, exposé à Lausanne et Fribourg, sur les saisonniers travaillant dans le domaine ferroviaire.
Il participe, dans les années 1990, au renouveau de la photographie d'auteur dans la presse quotidienne suisse (Le Nouveau Quotidien, Tages-Anzeiger, Neue Zürcher Zeitung), mais publie également dans des revues plus traditionnellement consacrées à la promotion de l'image, notamment Du (de).

### Mort
Il se suicide le 29 mars 1994 (dans la nuit du 28 au 29) à Lausanne, à l'âge de 33 ans.

## Distinctions
- 1986 et 1990 : bourse fédérale des arts appliqués[6]

- 1988 : grand prix européen de la photographie (prix Kodak[7]) aux Rencontres de la photographie d'Arles[4]
- 1990 : prix « jeunes créateurs » de la Fondation vaudoise pour la promotion et la création artistiques[6]

## Postérité
Une fondation à son nom est créée à Winterthour, dans le canton de Zurich, et met sur pied une rétrospective de son travail, exposée à Winterthour en 2004, au Musée de l'Élysée à Lausanne en 2004–2005 et à l'Institut suisse de Rome et de Venise en 2006.

## Publications
- Jean-Pascal Imsand, Pierre-Jean Crittin et Frédéric Pajak, Lausanne, une jeunesse, Lausanne, 24 heures, 1990, 141 p. (ISBN 2826510797)
- Vision  (préf. Patrick Roegiers, postface Charles-Henri Favrod), Zurich, U. Bär, 1992, 48 p. (ISBN 3905137380)[10],[11]